# دریاچه تاهو
دریاچه تاهو (به انگلیسی: Lake Tahoe) یک دریاچه آب شیرین بزرگ در سیرا نوادا در آمریکا می‌باشد. این دریاچه در نوار مرزی کالیفرنیا و نوادا، غرب کارسون‌سیتی واقع شده‌است. بیشینه عمق این دریاچه برابر ۵۰۱ متر می‌باشد که دومین دریاچهٔ عمیق آمریکا به‌شمار می‌آید.این دریاچه در حدود ۲ میلیون سال پیش به عنوان بخشی از حوضه آبریز دریاچه تاهو تشکیل شد و دریاچه امروزی تاهو از عصر یخ به شکل کنونی خود درآمده‌است.
دریاچه تاهو به خاطر زلالی آب و دارا بودن چشم‌اندازهای کوهستانی در تمامی جهات پیرامونش شهرت دارد و این دریاچه و پیرامونش یکی از جاذبه‌های گردشگری مهم برای ایالات‌های کالیفرنیا و نوادا به‌شمار می‌آید.تاهو دارای تعدادی منطقه اسکی، تفرجگاه تابستانه و جاذبه‌های گردشگری است. در بخش نوادایی آن نیز کازینوهای مختلفی قرار گرفته‌اند.در تمامی فصول سال می‌توان از طریق بزرگ‌راه‌هایی که از سمت رینو، کارسون‌سیتی و ساکرامنتو به تاهو می‌آید به این مکان دسترسی داشت.